# جبنة (إناء)

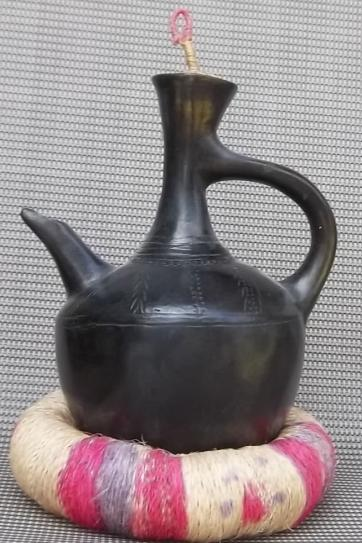
جَبَنَة تقليدية من وسط إثيوبيا، تتميز عن الأواني الإثيوبية الشمالية والجنوبية الإريترية بوجود صنبور

الجَبَنَة (بالأمهرية: ጀበና) عبارة عن حاوية تستخدم لصنع القهوة في حفل القهوة التقليدي الإريتري والإثيوبي. كما أنها تستخدم في السودان، والقهوة نفسها تسمى بونة أو (جبنة باللغة العربية).

## معرض الصور

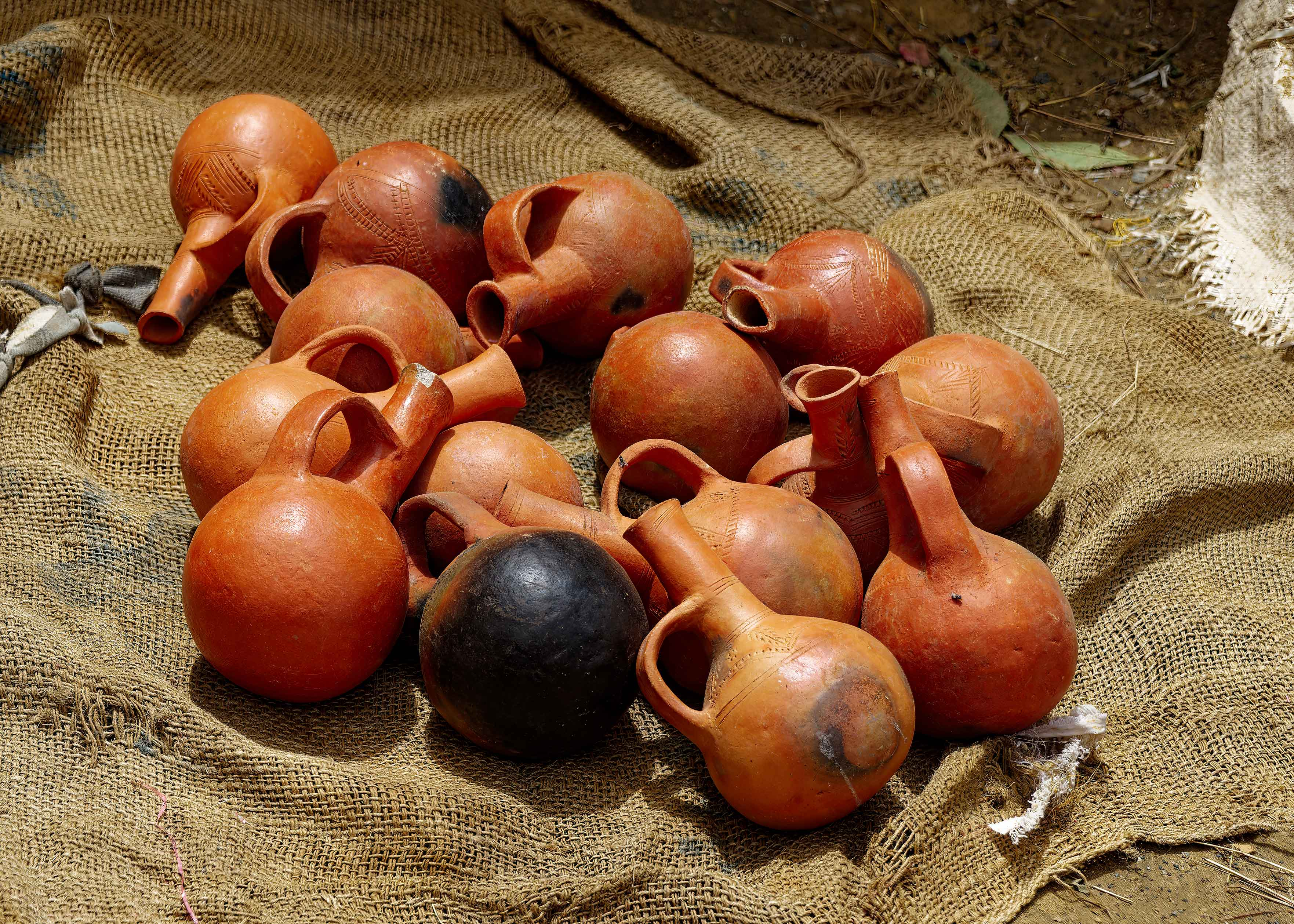
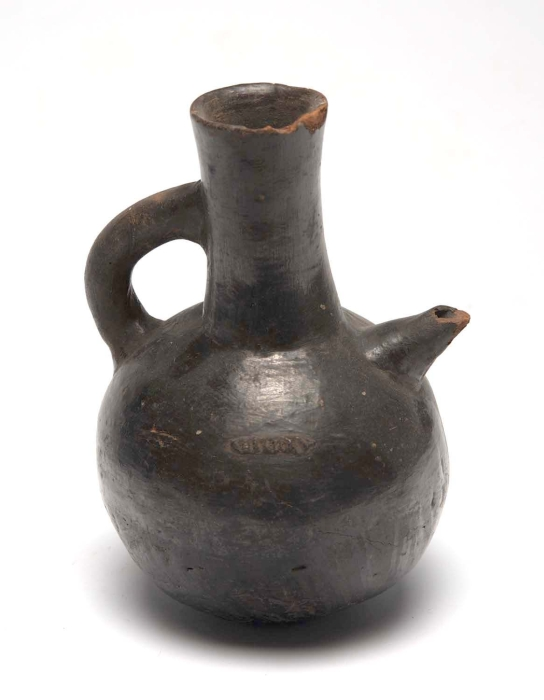
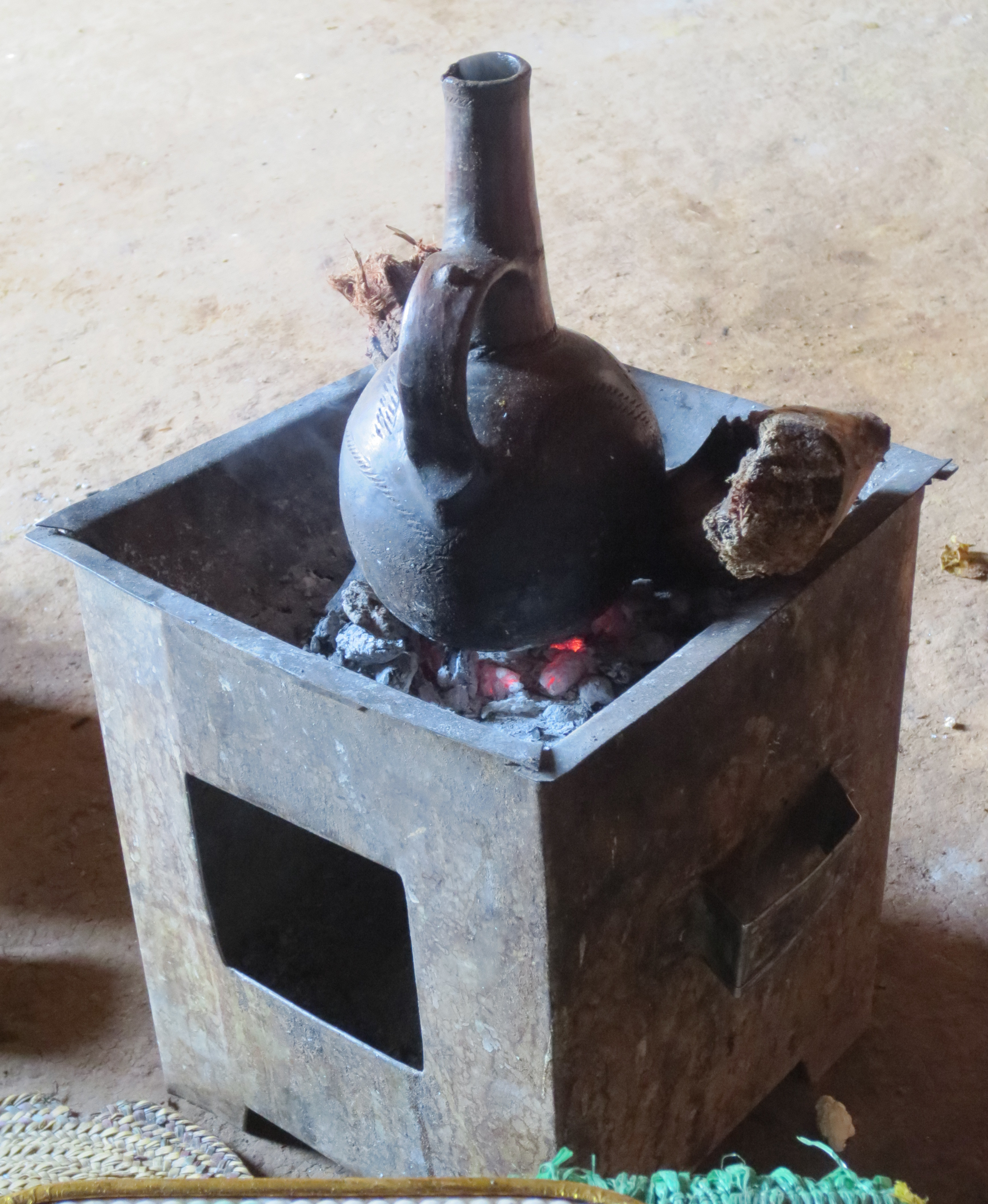
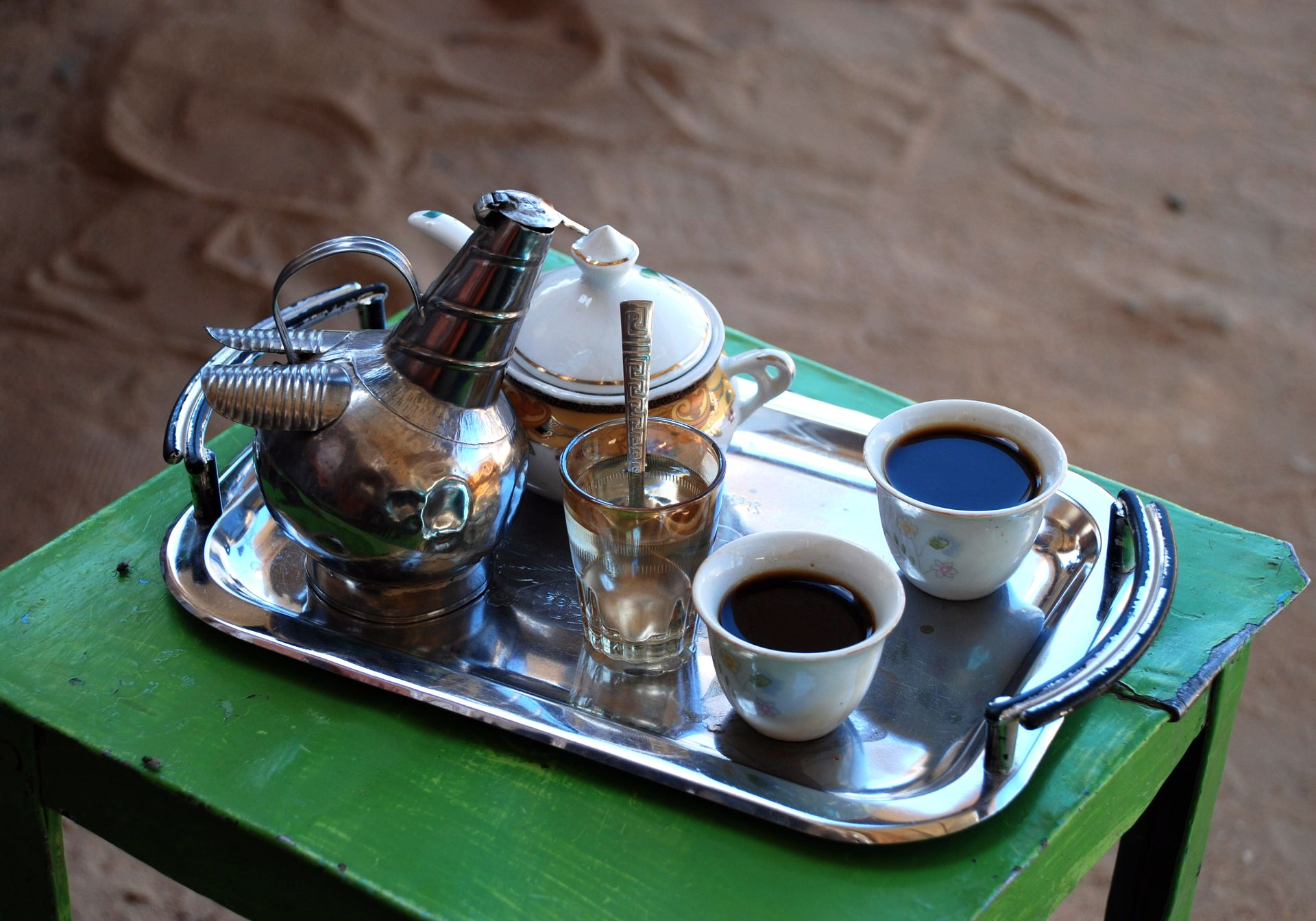
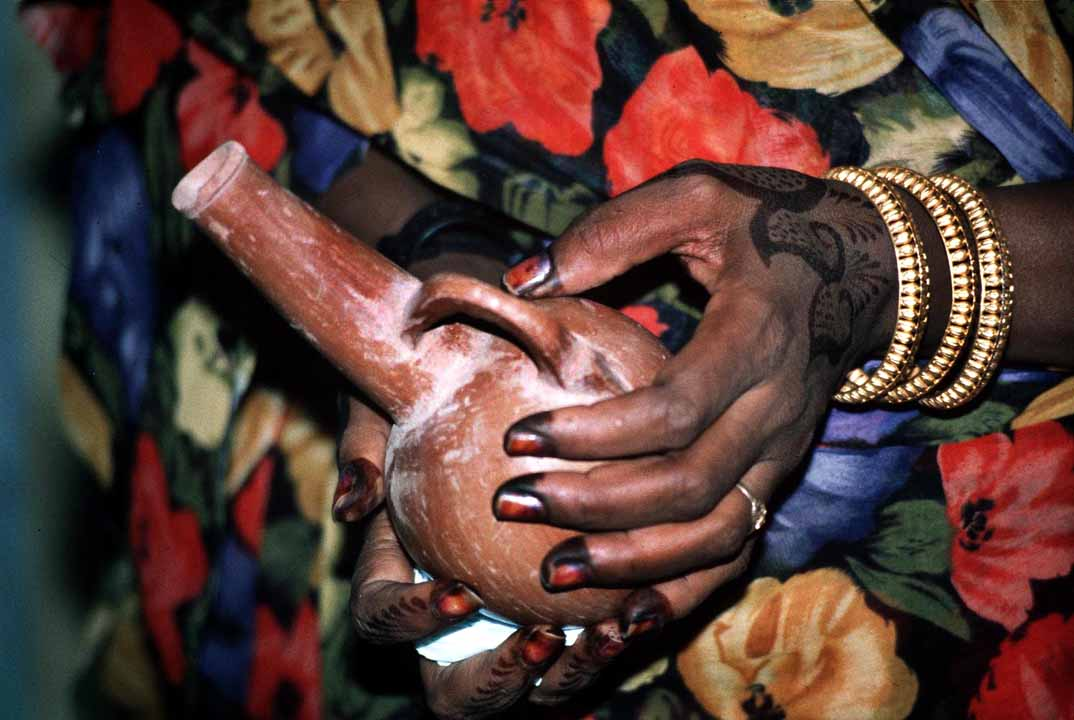
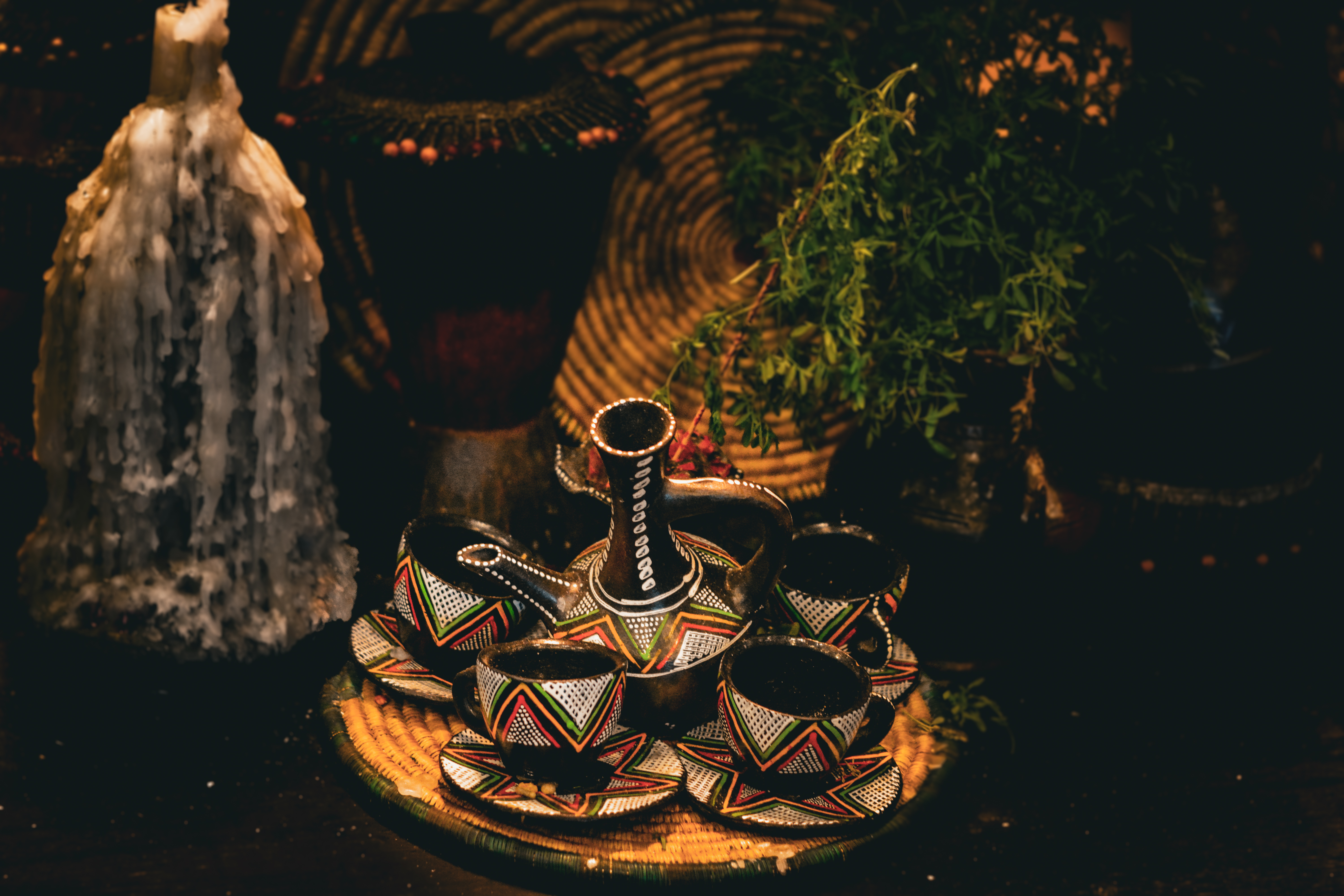
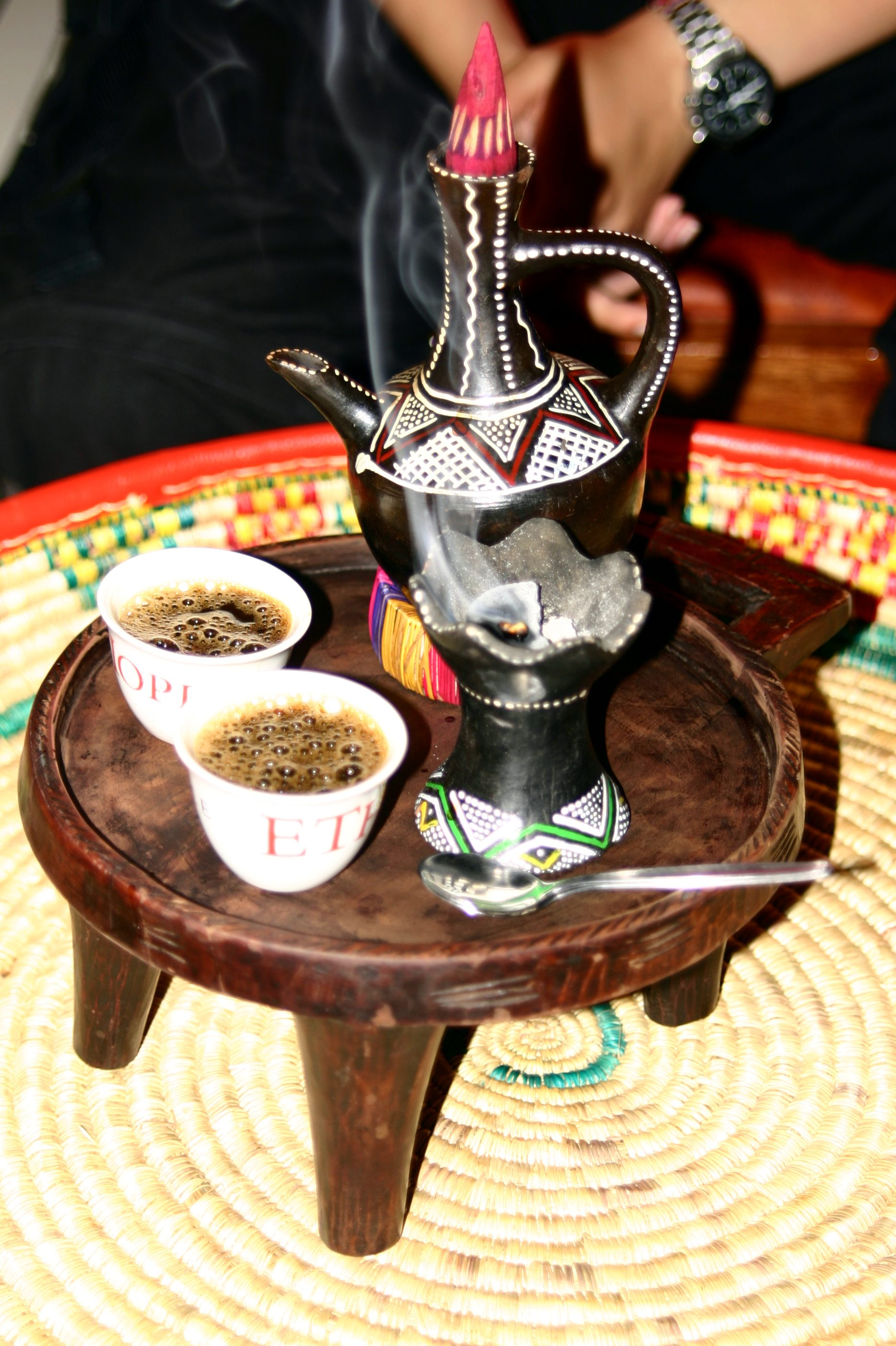
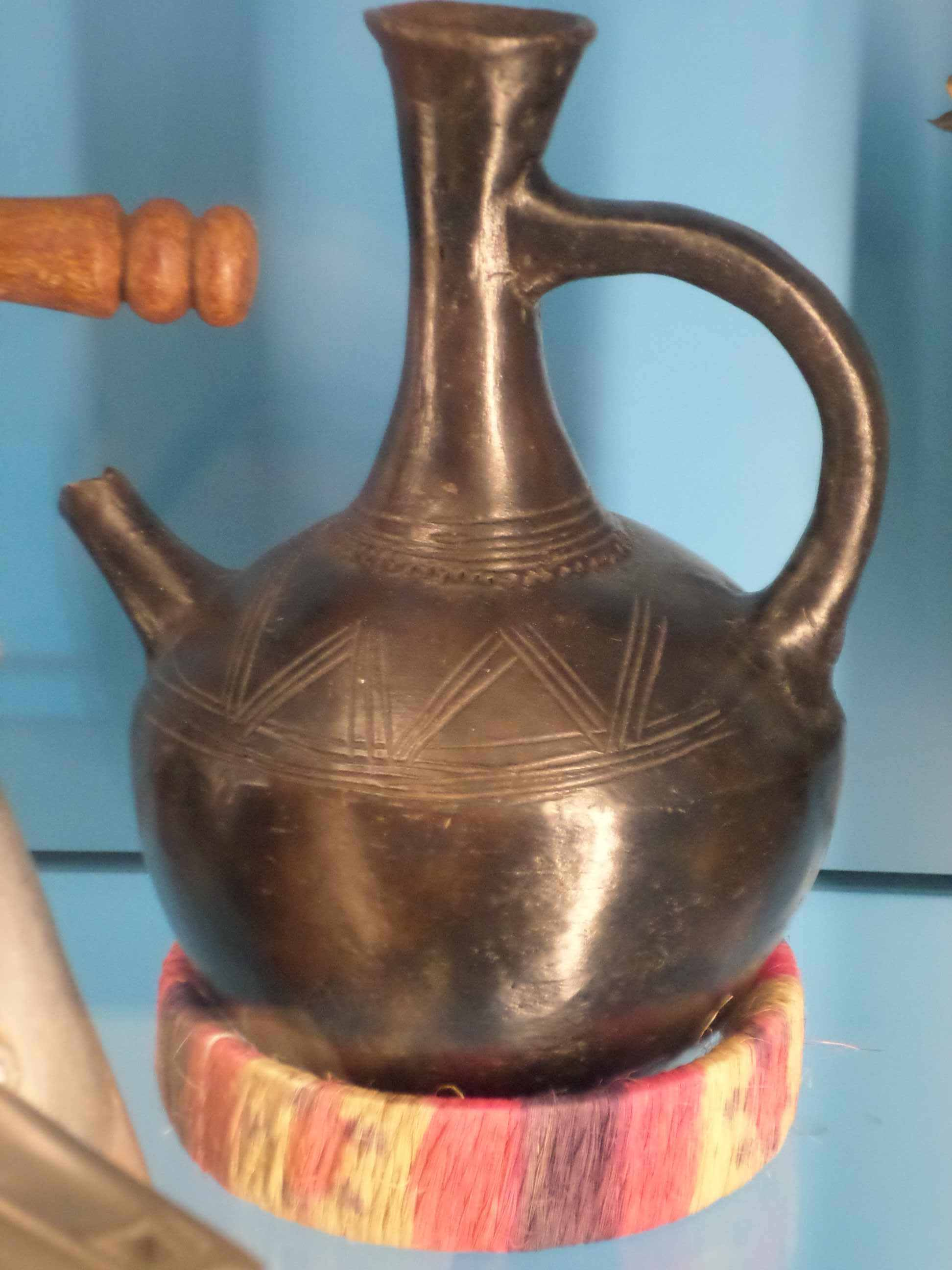
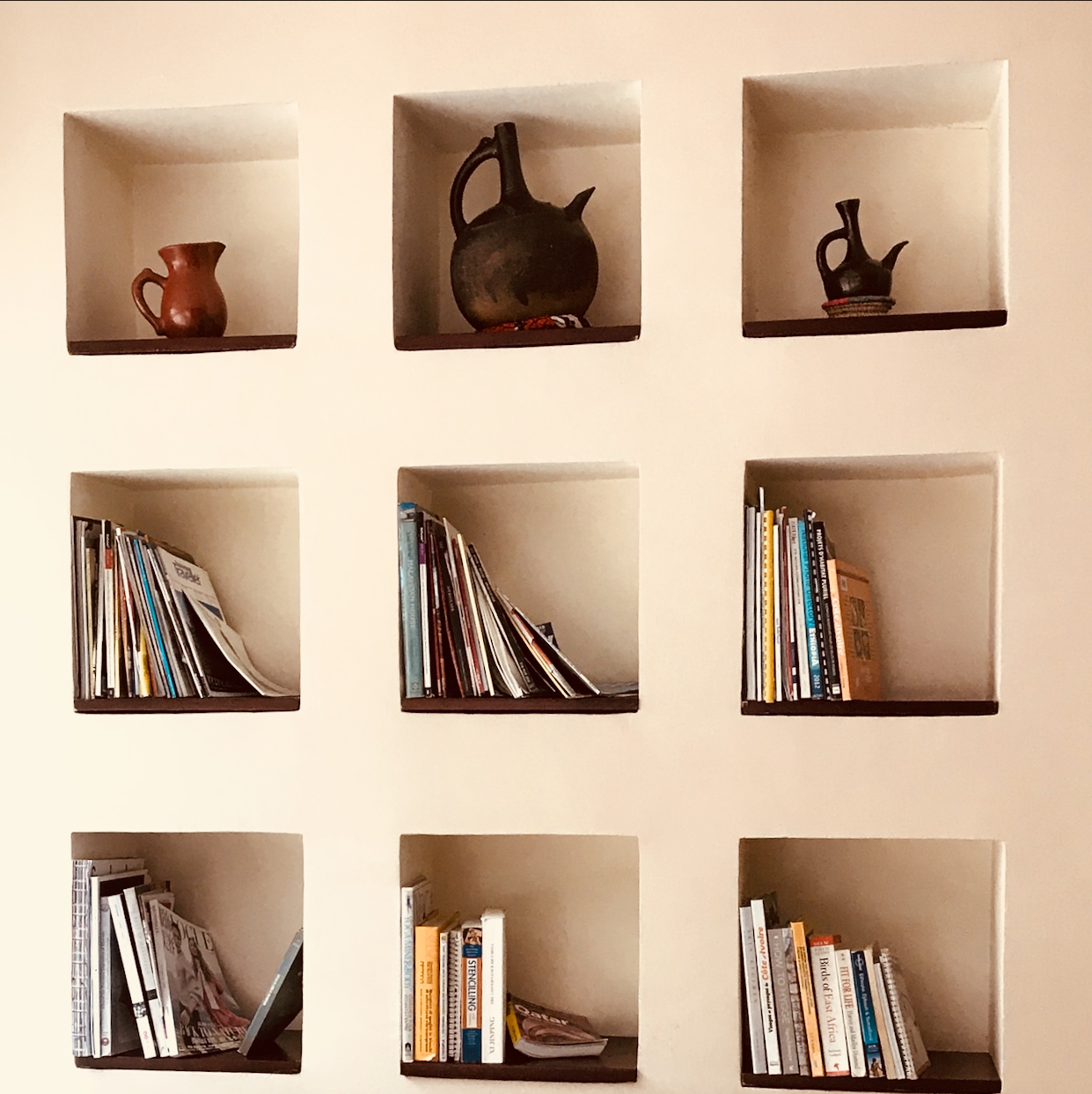
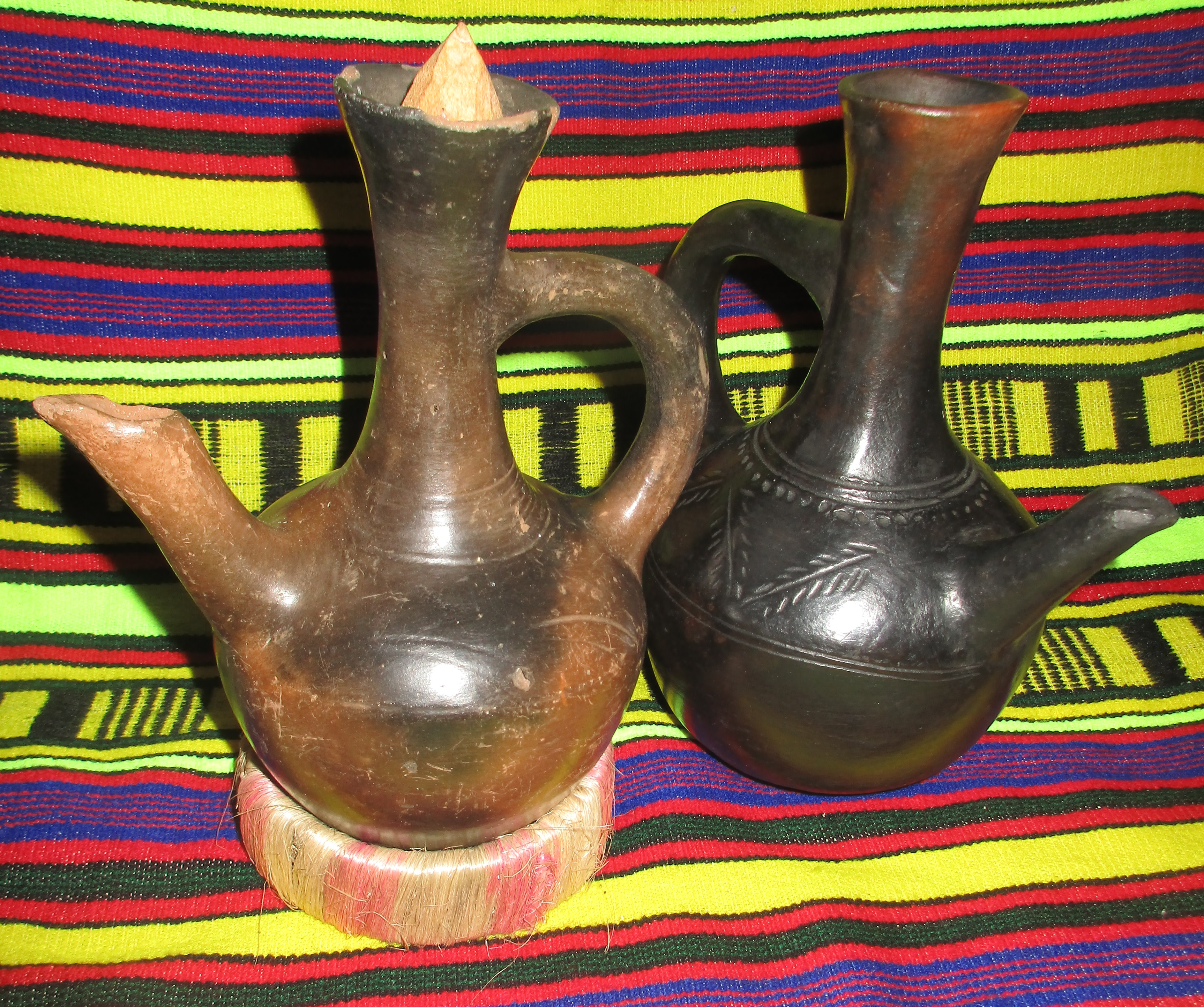
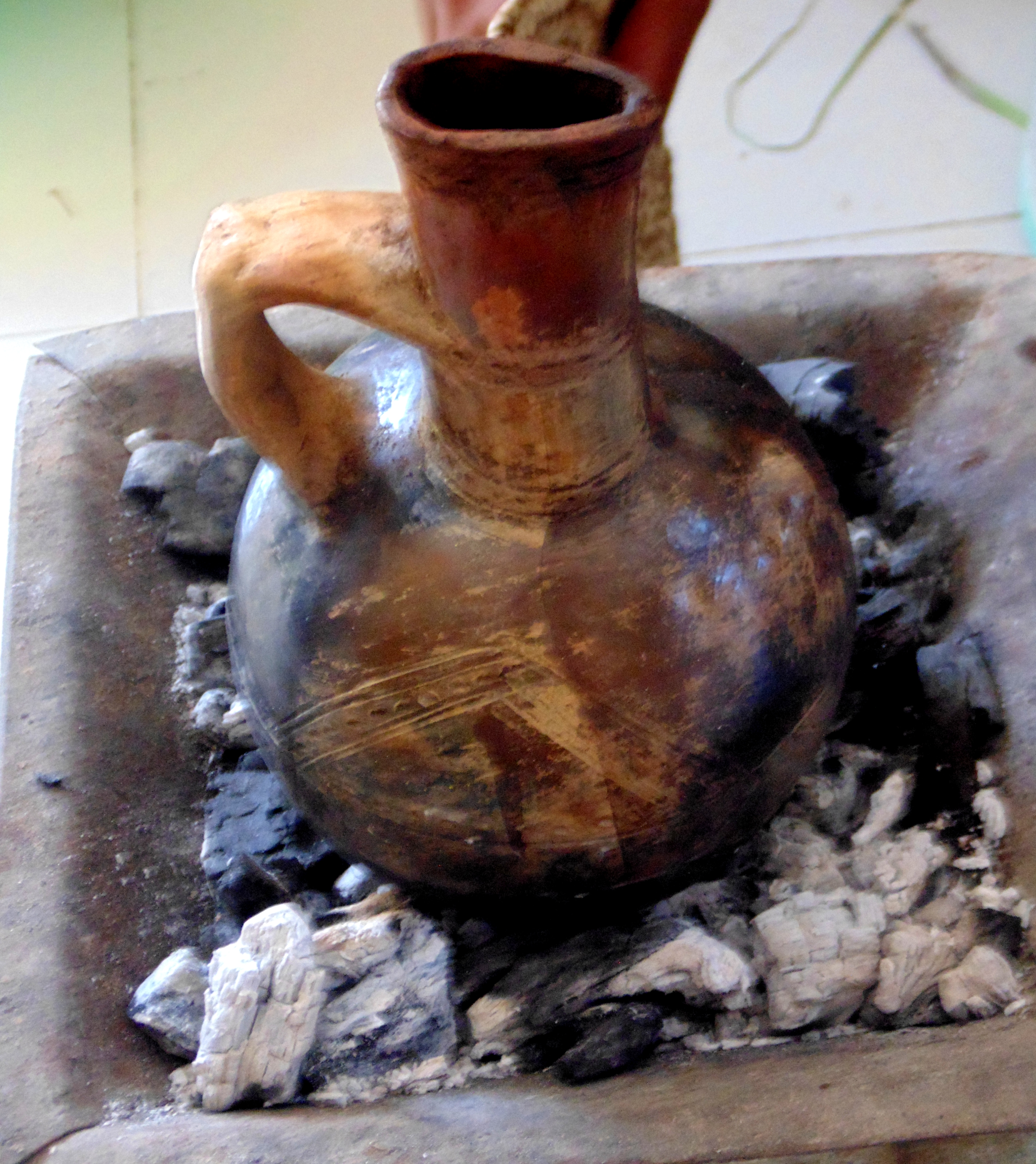